# Andreaea microvaginata
Andreaea microvaginata là một loài rêu trong họ Andreaeaceae. Loài này được Müll. Hal. mô tả khoa học đầu tiên năm 1898.